# エマ・ド・プロヴァンス
エマ・ド・プロヴァンス（フランス語：Emma de Provence, 980年ごろ - 1062/3年）は、プロヴァンス女伯（在位：1037年 - 1062/3年）。また、トゥールーズ伯ギヨーム3世の妃。エマ・ド・ヴナスク（Emma de Venasque）ともいわれる。

## 生涯
エマについては998/9年の記録で最初に確認され、プロヴァンス伯ルボー2世とエルマンガルドの娘として次のように言及されている：「Ego Emma comitissa daughter Robaldi comitis and Ermengarde uxoris ejus, matris mea...」（私エマ女伯、伯ルボーとその妻エルマンガルドの娘…）。母エルマンガルドはブルグント王ルドルフ3世と再婚したとみられているが、異論もある。
エマは1019年ごろにトゥールーズ伯ギヨーム3世と結婚し、以下の子女が生まれた。
- ポンス（1019年 - 1060年） - トゥールーズ伯
- ベルトラン1世（1081年以降没） - プロヴァンス伯

1024年、エマと夫ギヨーム3世はマルセイユのサン・ヴィクトール修道院（en）に寄付を行った。1037年、エマは兄ギヨーム3世の跡を継いでプロヴァンス女伯となり、後に次男ベルトランがプロヴァンスを継承した。
トゥールーズ伯家はエマとギヨーム3世の結婚により、プロヴァンスの十字架（後にトゥールーズの十字架となり、さらにラングドックの十字架となった）とともに、12世紀にバルセロナ家とトゥールーズ家との間で争われたプロヴァンス伯領に対する権利を得ることとなった。